# Appareil informatique
Pour les articles homonymes, voir Appareil.
Ne doit pas être confondu avec Ordinateur, Matériel informatique ou Système de traitement de l'information.
Un appareil informatique ou un système informatisé est un automate commandé par un ou plusieurs systèmes de traitement de l'information dans lesquels circulent des signaux. Ces signaux représentent des grandeurs physiques sous forme de valeurs continues (analogique) ou sous forme de valeurs discrètes (typiquement des nombres tel qu'en électronique numérique) sur lesquels l'appareil effectue automatiquement des opérations conformément à des instructions pré-enregistrées.
Dans l'appareil, les signaux sont utilisés pour représenter tous les types d'informations tels que des caractères d'imprimerie, des couleurs, des textes, des images, des sons, des vidéos, etc., mais aussi des forces physiques (pour commander un moteur ou un piston par exemple).
L'ordinateur personnel, la console de jeu, le système informatisé de recueil de données du trafic routier, le guichet automatique bancaire, le pilote automatique, l'assistant de navigation GPS, le métro automatique, le téléphone mobile sont des exemples d'appareils informatiques.
Un appareil informatique est formé d'un assemblage de matériels informatiques. Le respect des normes industrielles par les différents fabricants assurent le fonctionnement de l'ensemble.

## Les appareils
Il existe deux grandes catégories d'appareils informatiques :
- L'appareil passif est un dispositif informatique prêt à fonctionner (contrairement au matériel informatique), mais il a besoin d'un appareil hôte pour être utilisé. Un écran, une souris une imprimante (dépourvu de système embarqué) sont typiquement des appareils informatiques passifs, dit aussi « périphériques », puisqu'ils ne font que relayer les instructions (en entrée ou en sortie) d'un autre appareil qui dispose d'une capacité de traitement plus importante.
- L'appareil actif est un dispositif informatique autonome ou semi-autonome. Dès la mise en fonctionnement, il n'a besoin d'aucun autre appareillage pour traiter les premières instructions. Le terminal mobile est un exemple représentatif d'appareil informatique actif.

Le système de traitement de l'information est à la base de tout appareil informatique. Il désigne la partie qui commande l'appareil automatique et il en existe plusieurs types.

### Calculateur et simulateur
Une calculatrice, un calculateur analogique ou un supercalculateur sont des appareils destinés au calcul ou à la simulation comptable, mathématique ou physique. La machine à calculer est le plus ancien appareil informatique.

### Système embarqué

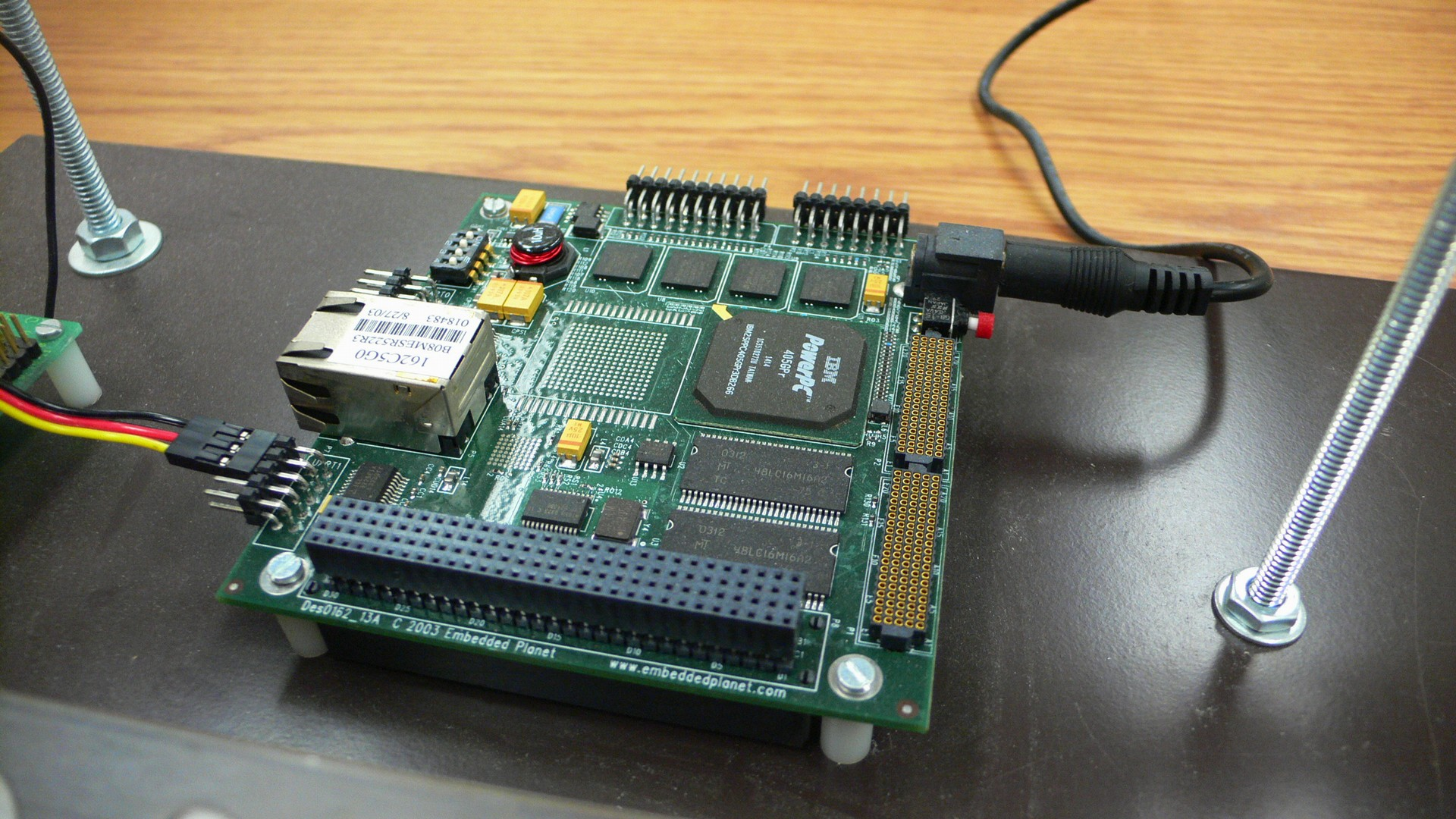
Circuit imprimé de système embarqué

Un système embarqué désigne un appareil informatique central affecté à une tâche bien précise.
La console de jeu est un appareil qui effectue des traitements, notamment d´infographie et de simulation dans un but ludique. Le guichet automatique bancaire fonctionne avec l'aide d'un ordinateur.
Le récepteur satellite est un appareil qui traite des signaux numériques reçus par onde radio avant de les envoyer à un téléviseur. le décodage des signaux utilise des algorithmes de traitement numérique du signal. Le récepteur GPS capte des signaux émis par des satellites, et utilise des informations de cartographie pour générer l´image numérique d'une carte géographique.
Les appareils d´avionique tels que le pilote automatique ou la centrale inertielle effectuent des calculs de géométrie et de physique sur la base de nombres obtenus à l'aide de capteurs. Ceci en vue d'assurer la navigation et la sécurité des avions, des bateaux et des véhicules spatiaux. Les avions militaires sont en outre équipés de systèmes d'armes, des appareils informatiques destinés à assister les missions.
Le téléphone mobile (avec le smartphone), l'appareil photo numérique et la caméra vidéo sont des appareils autrefois électromécaniques ou électronique analogique, qui utilisent maintenant des techniques des appareils informatique. De même les circuits électroniques des automobiles, des lave-vaisselle et des chaînes hi-fi utilisent maintenant des techniques issues de l'informatique.
Un bot informatique est un automate logiciel qui, placé dans un ordinateur, le fait exécuter des opérations de manière autonome.
Un serveur de stockage en réseau (en anglais « Network attached storage », ou NAS) est un appareil destiné à stocker des informations, et les mettre à disposition via un réseau informatique. Les routeurs et les pare-feus (en anglais « firewall ») sont des appareils qui examinent, trient et filtrent les informations qui transitent par un réseau informatique.

### Poste et assistant informatique
Un ordinateur désigne de façon générale une machine programmable, universelle, modulable et banalisée destinée au traitement d'informations de toutes natures. Pour être utilisé comme tel par une personne, l'ordinateur a besoin d'une interface système. Les interactions homme-machine sont gérées par le système d'exploitation. Le poste ou l'assistant informatique sont des appareils qui se distinguent de l'ordinateur par le fait qu'ils soient destinés à interagir avec nous.
La console système permet de paramétrer un ordinateur tel qu'un ordinateur central ou encore un serveur utilisé pour répondre automatiquement à des demandes envoyées sur un réseau informatique. Ils effectuent typiquement des opérations de stockage, de distribution, de traitement ou de production d'informations. On utilise un terminal informatique ou un client léger pour accéder aux applications d'un serveur ou d'un ordinateur central.
Un ordinateur personnel aussi appelé « micro-ordinateur » est une unité centrale de petite taille équipé d'un terminal (généralement un moniteur, un clavier et une souris) destiné à un usage personnel. Une station de travail est un ordinateur personnel de grande puissance, souvent utilisé de façon alternée par plusieurs personnes. Un ordinateur portable est un ordinateur personnel de petite taille, prévu pour être transporté dans une valise. Un assistant personnel est un ordinateur de poche, typiquement utilisé comme calculatrice, agenda ou bloc-note. Un smartphone est à la fois un assistant personnel et un téléphone mobile.
Une application matérielle (computer appliance) désigne un ordinateur vendu clé en main, et destiné à un usage précis, comme un serveur web, un pare-feu.

### Réseau et système d'information
Le système d'information (SI) regroupe généralement plusieurs appareils informatiques au sein d'un mème réseau. Le réseau Internet en est le meilleur exemple.

### Robots
Les robots sont des appareils électroniques, mécaniques et informatiques (mécatroniques) qui effectuent des manipulations de manière autonome. L'autonomie est assurée par un système de traitement de l'information placé à l'intérieur (système embarqué) ou à l'extérieur du robot (ordinateur).

## Électronique numérique

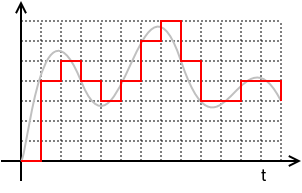
Son numérique

Dans les circuits électroniques numérique, un signal ne peut avoir que deux états : haut (tension proche de 5 volts), ou bas (tension proche de zéro ou polarité inversée), cette simplification maximale rend les circuits plus fiables, plus résistants aux parasites et plus simples à construire, et permet la réalisation de circuits très complexes.
Chaque signal haut signifie « 1 » et chaque signal bas signifie « 0 », les deux valeurs possibles d'un bit - un chiffre en système de numération binaire. Des groupes de 8 bits « octets », voire plus, sont combinés pour former des nombres selon les règles du système binaire. Puis les suites de nombres sont utilisés pour représenter des caractères d'imprimerie, des images ou des sons.
Dans un appareil informatique un caractère est enregistré sous forme d'un nombre, selon une table de correspondance. Les tables de correspondance font l'objet de normes internationales telles que ASCII ou Unicode. La norme ASCII définit la correspondance entre un nombre de 8 bits et un caractère de alphabet latin. La norme Unicode définit la correspondance entre un nombre de 16 ou 32 bits, et un chiffre ou une lettre dans de nombreux alphabets tel que le latin, le chinois, l'arabe, le cyrillique, le phonétique, le braille ou autre.
Dans un appareil informatique, une image matricielle est une suite de nombres qui représentent les couleurs de l'image. L'image est découpée en une mosaïque de rectangles colorés, les pixels, et chaque groupe de trois ou quatre nombres représente les quantités des teintes de base qui combinées donnent la couleur d'un pixel. Les teintes sont rouge-vert-bleu ou cyan-magenta-jaune-noir. Une image matricielle peut être composée de plusieurs millions de pixels, chaque nombre est un groupe de 3 à 8 bits.
Un son est une suite de chiffres qui représentent les différentes étapes de la variation d'un signal électrique analogique. Un son est un signal acoustique analogique formé par des mouvements d'un matériau (l'air, l'eau, le sol). Celui-ci est transformé par un microphone en un signal électrique similaire. La tension du signal est mesurée à intervalles réguliers, plusieurs milliers de fois par seconde, et chaque mesure est transformée en un nombre de 8 à 16 bits. La fréquence des mesures varie de 8 000 à plus de 40 000 mesures par seconde.

## Construction

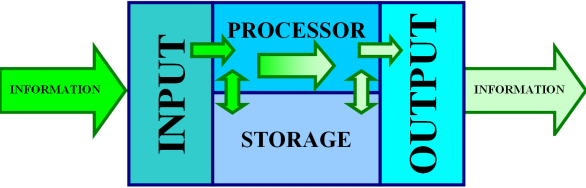
appareil informatique

L'appareil informatique effectue des opérations sur des informations numérisées. les opérations à effectuer ainsi que les informations à manipuler et les résultats des opérations sont enregistrées dans les mémoires de l'appareil. Un processeur est un composant électronique qui effectue des opérations conformément à des instructions.
L'appareil est équipé de divers dispositifs destinés à récupérer les informations à traiter. Ces informations sont obtenues par des capteurs sous forme de signaux électriques analogiques, puis transformés signaux numériques, manipulés comme des nombres. Un convertisseur analogique-numérique est un dispositif électronique qui transforme un signal analogique en signal numérique. Inversement un convertisseur numérique-analogique transforme un signal numérique en signal analogique.